# Acrolophitus maculipennis
Acrolophitus maculipennis är en insektsart som först beskrevs av Scudder, S.H. 1890.  Acrolophitus maculipennis ingår i släktet Acrolophitus och familjen gräshoppor. Inga underarter finns listade i Catalogue of Life.